# Wieland Schütz
Wieland Schütz (* 9. Mai 1938 in Berlin) ist ein deutscher Grafikdesigner und Sammler. 

## Leben und Werk
Schütz stammt aus einer von Kunst geprägten Familie. Viele seiner Familienmitglieder gingen künstlerischen Berufen nach. Sein Vater Siegmund Schütz (1906–1998) prägte als Porzellangestalter maßgeblich die Arbeiten der Königlichen Porzellan-Manufaktur Berlin (KPM).
Wieland Schütz ist ausgebildeter Kerammodelleur. Er studierte ab 1957 an der Berliner Meisterschule für Grafik, Druck und Werbung. Das Studium schloss er 1961 als Gebrauchsgrafiker ab.
Nach längerem Aufenthalt in Tegernsee kehrte er 1967 nach Berlin zurück und begann als grafischer Gestalter für Kulturinstitutionen in Berlin zu arbeiten. Später erhielt er auch zahlreiche Aufträge als Gestalter von Ausstellungen. Bekannt sind insbesondere die von ihm gestalteten Berliner Gedenktafeln.
Ab den 1980er Jahren begann Wieland Schütz mit dem systematischen Sammeln von illustrierten Büchern und Mappenwerken, beginnend mit dem Ende des 19. Jahrhunderts bis in die Gegenwart. Schwerpunkt seiner über 1500 Werke beinhaltenden Sammlung sind die französische Buchkunst des späten 19. Jahrhunderts bis Mitte des 20. Jahrhunderts, deutsche Illustrationen aus der ersten Hälfte des 20. Jahrhunderts und europäische Illustrationen der 1970er bis 2010er Jahre. 2021 schenkte er seine Sammlung illustrierter Bücher dem Grassi Museum für Angewandte Kunst Leipzig, das 2023 eine umfangreiche Ausstellung der Schenkung zeigte.